# Črna na Koroškem
Črna na Koroškem (in tedesco Schwarzenbach) è un comune sloveno di 3 553 abitanti, della regione statistica della Carinzia in Slovenia, si trova vicino al confine con l'Austria.

## Geografia antropica

### Suddivisioni amministrative
Il comune è diviso in 9 insediamenti (naselja) di seguito elencati.
- Bistra
- Črna na Koroškem, insediamento capoluogo
- Javorje
- Jazbina
- Kopřivná
- Ludranski Vrh
- Podpeca
- Topla
- Žerjav